# Robert van der Horst

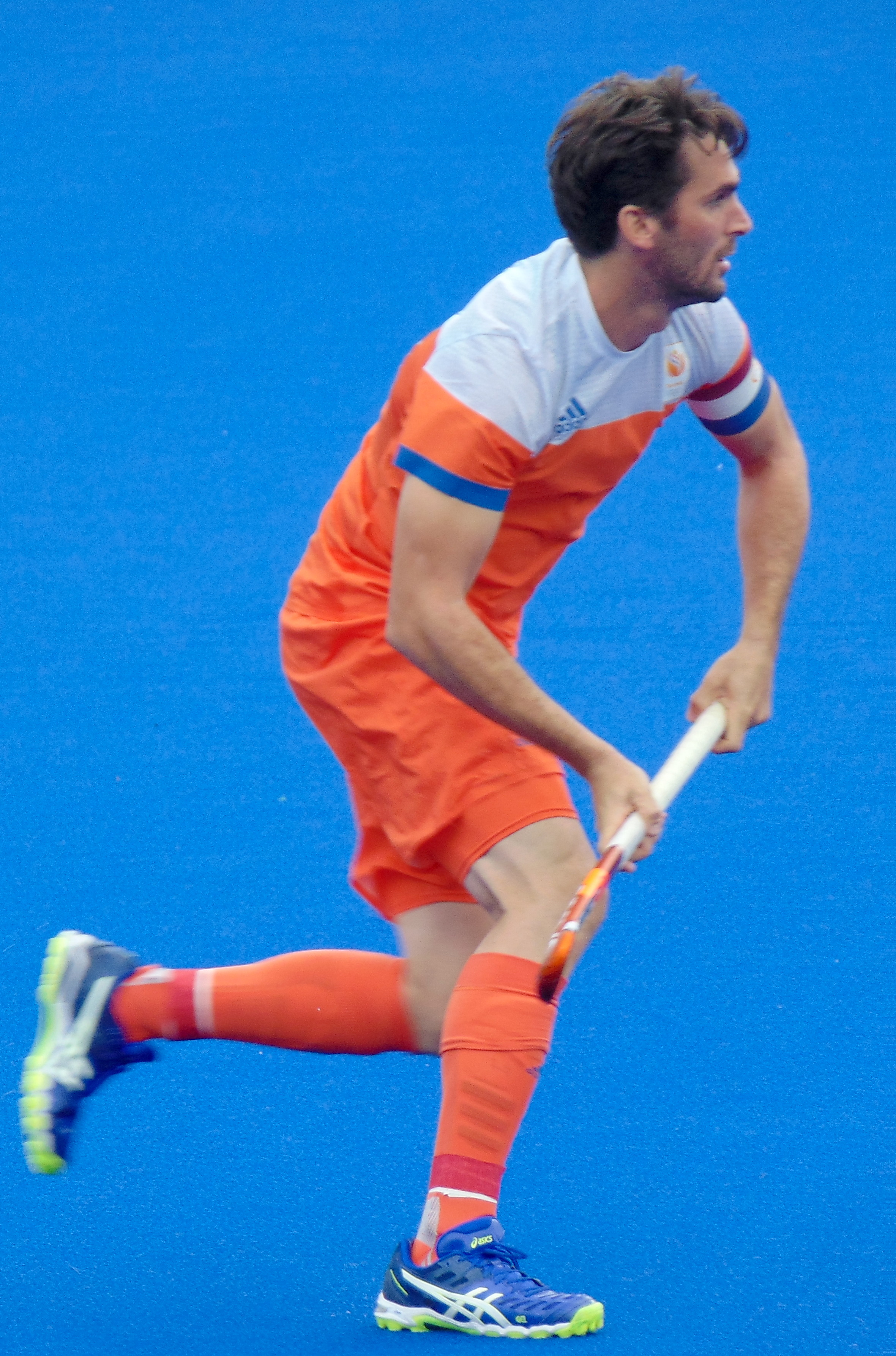
Robert van der Horst bei den Olympischen Spielen 2016

Robert Adriaan van der Horst (* 17. Oktober 1984 in Eindhoven) ist ein ehemaliger niederländischer Hockeyspieler, der bei den Olympischen Spielen 2012 die Silbermedaille gewann. 2014 war er mit der niederländischen Nationalmannschaft Weltmeisterschaftszweiter und 2010 Weltmeisterschaftsdritter. Bei Europameisterschaften gewann er je zwei Gold-, Silber- und Bronzemedaillen.

## Sportliche Karriere
Der 1,79 m große Robert van der Horst spielte von 2004 bis 2016 in der Nationalmannschaft. In 272 Länderspielen erzielte der Defensivspieler 14 Tore. Seine erste internationale Medaille gewann er bei der Europameisterschaft 2005, als die Niederländer im Finale mit 2:4 gegen die spanische Mannschaft unterlagen. Bei der Weltmeisterschaft 2006 belegte er mit der niederländischen Mannschaft den siebten Platz. Im Jahr darauf bei der Europameisterschaft 2007 in Manchester gewannen die Niederländer ihre Vorrundengruppe. Im Halbfinale besiegten sie die belgische Mannschaft mit 7:2, das Finale gewannen die Niederländer mit 3:2 gegen die Spanier. 2008 bei den Olympischen Spielen in Peking gewannen die Niederländer ihre Vorrundengruppe vor den Australiern. Nach einer 2:3-Halbfinalniederlage gegen die Spanier unterlagen die Niederländer im Spiel um Bronze den Australiern mit 2:6.
2009 bei der Europameisterschaft in Amstelveen unterlagen die Niederländer im Halbfinale den englischen Herren nach Verlängerung. Im Kampf um Bronze besiegten sie die Spanier mit 6:1. Bei der Weltmeisterschaft 2010 in Neu-Delhi belegten die Niederländer in der Vorrunde den zweiten Platz hinter der deutschen Mannschaft. Nach einer 1:2-Halbfinalniederlage gegen die Australier bezwangen die Niederländer im Kampf um Bronze die Engländer mit 4:3. Im Jahr darauf erreichten die Niederländer das Finale bei der Europameisterschaft 2011, unterlagen dann aber der deutschen Mannschaft mit 2:4. Bei den Olympischen Spielen 2012 in London gewannen die Niederländer ihre Vorrundengruppe vor der deutschen Mannschaft, die sie im Vorrundenspiel mit 3:1 bezwangen. Im Halbfinale besiegten sie die Briten mit 9:2. Im Finale trafen die Niederländer wieder auf die deutschen Herren und unterlagen diesmal mit 1:2.
Ab 2013 war Robert van der Horst Kapitän der niederländischen Nationalmannschaft. Bei der Europameisterschaft 2013 unterlagen die Niederländer im Halbfinale der deutschen Mannschaft, das Spiel um Bronze gewannen sie gegen die Engländer. 2014 waren die Niederlande Gastgeber der Weltmeisterschaft in Den Haag. Die Niederländer gewannen ihre Vorrundengruppe und bezwangen im Halbfinale die Engländer mit 1:0. Im Finale unterlagen sie den Australiern mit 1:6. 2015 bei der Europameisterschaft in London siegten die Niederländer im Finale mit 6:1 gegen die deutsche Mannschaft. Zum Abschluss seiner Karriere nahm Robert van der Horst 2016 an den Olympischen Spielen in Rio de Janeiro teil. Die Niederländer belegten in der Vorrunde den zweiten Platz hinter der deutschen Mannschaft aber vor den Argentiniern. Im Viertelfinale bezwangen sie die australische Mannschaft mit 4:0, unterlagen dann aber im Halbfinale den Belgiern mit 1:3. Im Spiel um Bronze verloren die Niederländer gegen die Deutschen im Penalty-Schießen.
Auf Vereinsebene spielte Robert van der Horst für Oranje Zwart, 2005, 2014 und 2015 gewann er den niederländischen Meistertitel. 2015 wurde Robert van der Horst zum Welthockeyspieler gekürt, nachdem er zehn Jahre zuvor bereits Nachwuchsspieler des Jahres gewesen war.